# Eumyzus darjeelingensis
Eumyzus darjeelingensis är en insektsart. Eumyzus darjeelingensis ingår i släktet Eumyzus och familjen långrörsbladlöss. Inga underarter finns listade i Catalogue of Life.